# كاستلنوفو بوكا دي أدا
كاستلنوفو بوكا دي أدا، (بالإنجليزية: Castelnuovo Bocca d'Adda)‏، هي و(بلدية) في مقاطعة لودي في منطقة لومباردي الإيطالية، وتقع على بعد حوالي 70 كم (43 ميل) جنوب شرق ميلان وحوالي 35 كم (22 ميل) جنوب شرق لودي.

## السكان
في سنة 1861 بلغ عدد السكان 2٬264 نسمة، وتطور العدد ليصل في سنة 2011 لـ 1٬700 نسمة.
يظهر هذا المخطط البياني تطور النمو السكاني لـ كاستلنوفو بوكا دي أدا